# Aribert Peters

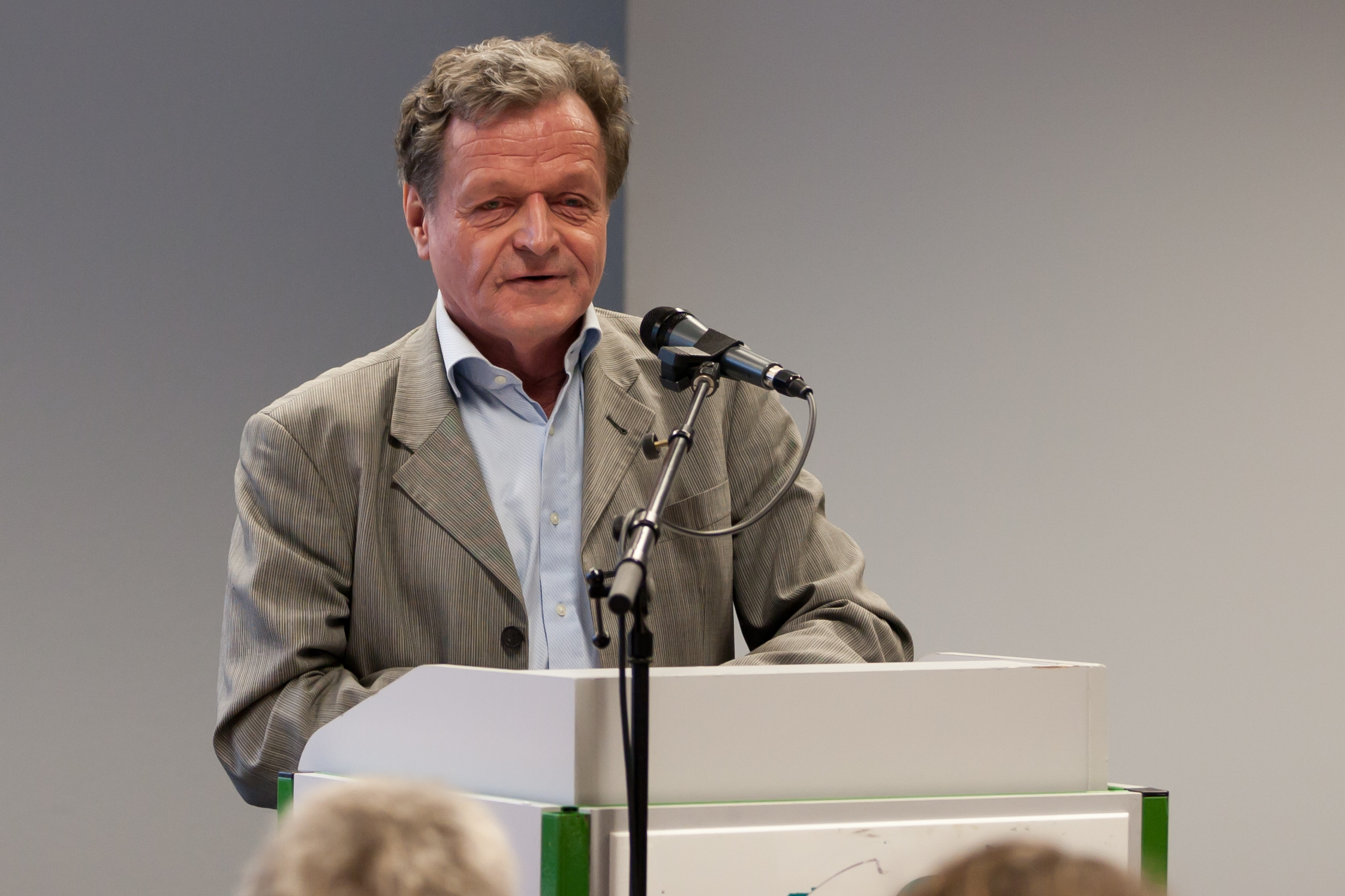
Aribert Peters

Aribert Bernard Peters (* 25. November 1948) ist ein deutscher Verbraucherschützer. Er ist Gründer und Vorsitzender des Bundes der Energieverbraucher.

## Leben
Peters studierte in Berlin und Tübingen Physik und promovierte 1981 an der TU Berlin auf dem Gebiet der Stadt- und Regionalplanung. 1987 gründete er den Bund der Energieverbraucher, dessen Vorsitz er bis 2018 innehatte. Peters ist verheiratet und hat drei Kinder.

## Preise
- 2017 Bundespreis Verbraucherschutz der Deutschen Stiftung Verbraucherschutz[2]
- 2018 Deutscher Solarpreis in der Kategorie „Sonderpreis für persönliches Engagement“[3]